# Temporada da Stock Car Brasil de 1980
O Campeonato Stock Car de 1980 foi a 2ª edição promovida pela Confederação Brasileira de Automobilismo (CBA) da principal categoria do automobilismo brasileiro.
O vencedor foi o piloto Ingo Hoffmann.
Contexto histórico
Foi criada em 1977 para ser uma alternativa à extinta Divisão 1 (D1), que corria com as marcas Chevrolet (Opala) e Ford (Maverick). Isso ocorreu pelo desinteresse do público e dos patrocinadores por se tornar uma categoria monomarca, dada a superioridade dos modelos Chevrolet. Para que isso não ocorresse, a General Motors criou uma nova categoria, que unia desempenho e sofisticação. O nome foi um golpe de mestre, pois além de emular o nome da famosa categoria americana, a NASCAR, desviava a atenção da marca única.
A primeira prova ocorreu em 22 de abril de 1979, no Autódromo de Tarumã, no Rio Grande do Sul. A criação da categoria foi a melhor resposta a um antigo anseio de uma comunidade apaixonada por carros de corrida, ou seja, uma categoria de Turismo que unisse desempenho e sofisticação.
Regulamento
O regulamento foi criado para limitar os custos, procurando equilíbrio, sem comprometer as performances dignas das competições internacionais.

## Equipes e pilotos
| Equipe                           | Construtor | Carro                        | Pneu | N.° | Nome do piloto           | Rodada       |
| -------------------------------- | ---------- | ---------------------------- | ---- | --- | ------------------------ | ------------ |
| Equipe Coca-Cola Brasil/Polwax   | Chevrolet  | Opala 250-S 4.1L 171cv Coupé | C    | 22  | Paulo Gomes              | Todas        |
| Equipe Coca-Cola Brasil/Polwax   | Chevrolet  | Opala 250-S 4.1L 171cv Coupé | C    |     | Sylvio de Barros         | 2            |
| Equipe Johnson                   | Chevrolet  | Opala 250-S 4.1L 171cv       | P    | 17  | Ingo Hoffmann            | Todas        |
| Equipe Johnson                   | Chevrolet  | Opala 250-S 4.1L 171cv       | P    |     | Jayme Figueiredo         | Todas        |
| Águia Autosport                  | Chevrolet  | Opala 250-S 4.1L 171cv Coupé | M    | 77  | Aloysio Andrade Filho    | 1-6 e 8      |
| Giaffone Motorsport              | Chevrolet  | Opala 250-S 4.1L 171cv Coupé | M    | 10  | Afonso Giaffone Jr.      | Todas        |
| Giaffone Motorsport              | Chevrolet  | Opala 250-S 4.1L 171cv Coupé | M    | 31  | José Carlos Giaffone     | 1 e 6        |
| Spinelli Racing                  | Chevrolet  | Opala 250-S 4.1L 171cv Coupé | C    | 5   | Antônio Carlos Avallone  | 2-7 e 9      |
| Spinelli Racing                  | Chevrolet  | Opala 250-S 4.1L 171cv Coupé | C    | 19  | Olimpio Alencar Jr       | Todas        |
| Spinelli Racing                  | Chevrolet  | Opala 250-S 4.1L 171cv Coupé | C    | 11  | Walter Spinelli          | Todas        |
| Equipe Havoline-Texaco           | Chevrolet  | Opala 250-S 4.1L 171cv Coupé | P    | 27  | João Carlos Palhares     | Todas        |
| Equipe Havoline-Texaco           | Chevrolet  | Opala 250-S 4.1L 171cv Coupé | P    | 67  | Marcos Gracia            | 1 e 3-6      |
| Team Metalpó                     | Chevrolet  | Opala 250-S 4.1L 171cv Coupé | B    |     | Antonio Castro Prado     | 1-2, 5-7 e 9 |
| Team Metalpó                     | Chevrolet  | Opala 250-S 4.1L 171cv Coupé | B    |     | Fernando Tradt           | 3 e 7        |
| Castrol Racing                   | Chevrolet  | Opala 250-S 4.1L 171cv Coupé | M    | 55  | José Catanhede (Catanha) | 1-3, 6 e 9   |
| Castrol Racing                   | Chevrolet  | Opala 250-S 4.1L 171cv Coupé | M    |     | Ricardo Baptista         | 1, 3-4 e 7   |
| Ashford Motorsports              | Chevrolet  | Opala 250-S 4.1L 171cv       | P    | 88  | José Luiz Nogueira       | 1            |
| Valvoline Team                   | Chevrolet  | Opala 250-S 4.1L 171cv       | C    | 64  | Joannis Likoroupoulos    | 1-3 e 5-9    |
| Valvoline Team                   | Chevrolet  | Opala 250-S 4.1L 171cv       | C    |     | Roberto Fontanari        | 4 e 7        |
| Bastos Racing Team               | Chevrolet  | Opala 250-S 4.1L 171cv       | C    |     | Armando Balbi            | 5-8          |
| San Philipo/Objetivo Competições | Chevrolet  | Opala 250-S 4.1L 171cv       | P    |     | Mauro Turcatel           | 1, 5 e 9     |
| WB Motorsports                   | Chevrolet  | Opala 250-S 4.1L 171cv       | P    | 62  | Luiz Alberto Pereira     | Todas        |
| WB Motorsports                   | Chevrolet  | Opala 250-S 4.1L 171cv       | P    | 186 | Marcos Troncon           | Todas        |
| Boettger Competições             | Chevrolet  | Opala 250-S 4.1L 171cv       | C    |     | Carlos Drumond           | 1 e 6        |
| Boettger Competições             | Chevrolet  | Opala 250-S 4.1L 171cv       | C    |     | Márcio Mauro             | 4            |
| Camel Grand Prix                 | Chevrolet  | Opala 250-S 4.1L 171cv       | C    |     | João Correa              | Todas        |
| Camel Grand Prix                 | Chevrolet  | Opala 250-S 4.1L 171cv       | C    |     | Reinaldo Campello        | 3-9          |
| Action/Sultox-Sulpesca Racing    | Chevrolet  | Opala 250-S 4.1L 171cv       | P    |     | Luis Carlos Sansone      | 1-2, 4-5 e 7 |
| Action/Sultox-Sulpesca Racing    | Chevrolet  | Opala 250-S 4.1L 171cv       | P    |     | Pedro Carneiro Pereira   | 4-6 e 9      |
| Benson & Hedges Team             | Chevrolet  | Opala 250-S 4.1L 171cv Coupé | C    |     | Julio Tedesco            | 2-3 e 7      |
| Chesterfield Racing              | Chevrolet  | Opala 250-S 4.1L 171cv       | B    |     | René de Nigris           | 1-6 e 8-9    |
| Chesterfield Racing              | Chevrolet  | Opala 250-S 4.1L 171cv       | B    |     | Sidney Alves             | 4-5 e 7-8    |
| ECO/Baterias Durex/Renner Racing | Chevrolet  | Opala 250-S 4.1L 171cv Coupé | B    |     | Paulo Valiengo           | 5-7          |
| ECO/Baterias Durex/Renner Racing | Chevrolet  | Opala 250-S 4.1L 171cv Coupé | B    |     | Luiz Aladino Osorio      | 1, 5 e 9     |
| Kohlbach Engineering             | Chevrolet  | Opala 250-S 4.1L 171cv Coupé | P    |     | Ricardo Fontanari        | 1, 4 e 8     |
| Oxigeral GP                      | Chevrolet  | Opala 250-S 4.1L 171cv Coupé | C    |     | Zeca Giaffone            | Todas        |
| Oxigeral GP                      | Chevrolet  | Opala 250-S 4.1L 171cv Coupé | C    |     | Edgar Mello Filho        | 9            |
| Caster Competições               | Chevrolet  | Opala 250-S 4.1L 171cv Coupé | P    |     | Chico Serra              | 1 e 3-9      |
| Molas Hoesch Team                | Chevrolet  | Opala 250-S 4.1L 171cv       | B    |     | Rodrigo Mello            | 1 e 9        |
| Trefitec                         | Chevrolet  | Opala 250-S 4.1L 171cv       | M    |     | Leonardo Sánchez         | 2 e 6        |
| Team Metalpó-Combustol           | Chevrolet  | Opala 250-S 4.1L 171cv       | P    |     | Alfredo Guaraná Menezes  | 3 e 9        |
| Lobo/Óleo Lorga Racing           | Chevrolet  | Opala 250-S 4.1L 171cv       | G    |     | Guilherme Mottur         | 3 e 6        |

## Calendário e resultados

### Etapas
| # | Circuito             | Data           | Pole Position      | Volta mais rápida    | Piloto Vencedor      | Equipe Vencedora       |
| - | -------------------- | -------------- | ------------------ | -------------------- | -------------------- | ---------------------- |
| 1 | GP de Viamão         | 20 de abril    | Olimpio Alencar Jr | Ingo Hoffmann        | Olimpio Alencar Jr   | Spinelli Racing        |
| 2 | GP do Rio de Janeiro | 11 de maio     | Paulo Gomes        | Paulo Gomes          | João Carlos Palhares | Equipe Havoline-Texaco |
| 3 | GP de Guaporé        | 25 de maio     | Paulo Gomes        | João Carlos Palhares | Ingo Hoffmann        | Equipe Johnson         |
| 4 | GP de Brasília       | 8 de junho     | Ingo Hoffmann      | Ingo Hoffmann        | Olimpio Alencar Jr   | Spinelli Racing        |
| 5 | GP de Goiânia        | 22 de junho    | Ingo Hoffmann      | Ingo Hoffmann        | Ingo Hoffmann        | Equipe Johnson         |
| 6 | GP de Cascavel       | 27 de julho    | Reinaldo Campello  | Paulo Gomes          | Reinaldo Campello    | Camel Grand Prix       |
| 7 | GP de Curitiba       | 10 de agosto   | Ingo Hoffmann      | Afonso Giaffone Jr.  | Ingo Hoffmann        | Equipe Johnson         |
| 8 | GP de São Paulo      | 14 de setembro | Ingo Hoffmann      | Ingo Hoffmann        | Ingo Hoffmann        | Equipe Johnson         |
| 9 | GP de Interlagos     | 12 de outubro  | Olimpio Alencar Jr | Olimpio Alencar Jr   | Zeca Giaffone        | Oxigeral GP            |

## Classificação

### Campeonato de pilotos
| Pos | Piloto                   | VIA | RJO | GUA | BRA | GOI | CAS | CTB | SPO | INT | Pts |
| --- | ------------------------ | --- | --- | --- | --- | --- | --- | --- | --- | --- | --- |
| 1   | Ingo Hoffmann            | 12  | 2   | 1   | 6   | 1   | 10  | 1   | 1   | 3   | 234 |
| 2   | Olimpio Alencar Jr       | 1   | 6   | 9   | 1   | 8   | Ret | 4   | 7   | 8   | 195 |
| 3   | Paulo Gomes              | 6   | 7   | 10  | 3   | 2   | 2   | Ret | 16  | 2   | 194 |
| 4   | Zeca Giaffone            | 4   | Ret | 2   | Ret | 3   | 3   | 2   | 2   | 1   | 188 |
| 5   | Afonso Giaffone Jr.      | 7   | Ret | 7   | 7   | Ret | 9   | Ret | 6   | 7   | 172 |
| 6   | Reinaldo Campello        |     |     | 8   | 8   | 11  | 1   | 8   | 10  | 9   | 169 |
| 7   | Luiz Alberto Pereira     | Ret | 4   | 5   | 2   | 4   | Ret | 3   | 4   | 4   | 168 |
| 8   | João Carlos Palhares     | DNS | 1   | 12  | 10  | 12  | 11  | 6   | 15  | 12  | 148 |
| 9   | Walter Spinelli          | 3   | 3   | 4   | 4   | 5   | 4   | Ret | 3   | 5   | 142 |
| 10  | Antonio Castro Prado     | 8   | 9   |     |     | Ret | 13  | 7   |     | 11  | 137 |
| 11  | Marcos Troncon           | Ret | 5   | 6   | Ret | 7   | 5   | Ret | 5   | 6   | 117 |
| 12  | Sidney Alves             |     |     |     | 9   | 9   |     | 5   | 8   |     | 100 |
| 13  | José Catanhede (Catanha) | Ret | Ret | 11  |     |     | 8   |     |     | 10  | 93  |
| 14  | Marcos Gracia            | 2   |     | Ret | 11  | 17  | Ret |     |     |     | 79  |
| 15  | João Correa              | 9   | Ret | 14  | 13  | 18  | Ret | 10  | Ret | 14  | 79  |
| 16  | Armando Balbi            |     |     |     |     | 15  | 12  | Ret | 11  |     | 63  |
| 17  | Joannis Likoroupoulos    | DSQ | 8   | 13  |     | 14  | 14  | 13  | Ret | 16  | 61  |
| 18  | Jayme Figueiredo         | Ret | Ret | Ret | Ret | 16  | 17  | 9   | 9   | 15  | 59  |
| 19  | José Luiz Nogueira       | 5   |     |     |     |     |     |     |     |     | 53  |
| 20  | Antônio Carlos Avallone  |     | Ret | 3   | 5   | 6   | DNP | Ret |     | DNS | 35  |
| 21  | Luis Carlos Sansone      | Ret | 10  |     | 14  | 13  |     | 11  |     |     | 17  |
| 22  | Aloysio Andrade Filho    | 11  | NC  | 15  | 15  | Ret | 15  |     | 14  |     | 17  |
| 23  | René de Nigris           | Ret | 11  | Ret | 12  | Ret | 18  |     | 12  | DNA | 9   |
| 24  | Carlos Drumond           | Ret |     |     |     |     | 6   |     |     |     | 4   |
| 25  | Pedro Carneiro Pereira   |     |     |     | DNP | 10  | 7   |     |     | 19  | 3   |
| 26  | Chico Serra              | DNS |     | NC  | Ret | Ret | Ret | NC  | Ret | 17  | 0   |
| 27  | Edgar Mello Filho        |     |     |     |     |     |     |     |     | Ret | 0   |
| 28  | Ricardo Fontanari        | Ret |     |     | Ret |     |     |     | DNS |     | 0   |
| 29  | Alfredo Guaraná Menezes  |     |     | Ret |     |     |     |     |     | Ret | 0   |
| 30  | Rodrigo Mello            | Ret |     |     |     |     |     |     |     | NQ  | 0   |
| 31  | Leonardo Sánchez         |     | AN  |     |     |     | Ret |     |     |     | 0   |
| 32  | Guilherme Mottur         |     |     | Ret |     |     | INF |     |     |     | 0   |
| 33  | Márcio Mauro             |     |     |     | Ret |     |     |     |     |     | 0   |
| 34  | Ricardo Baptista         | NQ  |     | INF | INF |     |     | Ret |     |     | 0   |
| 35  | Sylvio de Barros         |     | Ret |     |     |     |     |     |     |     | 0   |
| 36  | Fernando Tradt           |     |     | NE  |     |     |     | Ret |     |     | 0   |
| 37  | Roberto Fontanari        |     |     |     | Ret |     |     | NE  |     |     | 0   |
| 38  | Mauro Turcatel           | NE  |     |     |     | Ret |     |     |     | NE  | 0   |
| 39  | Julio Tedesco            |     | NQ  | NQ  |     |     |     | NPQ |     | Ret | 0   |
| 40  | Paulo Valiengo           |     |     |     |     | Ret | NE  | NE  |     |     | 0   |
| 41  | Luiz Aladino Osorio      | DSQ |     |     |     | DNF |     |     |     | Ret | 0   |
| 42  | José Carlos Giaffone     | INF |     |     |     |     | Ret |     |     |     | 0   |
| Pos | Piloto                   | VIA | RJO | GUA | BRA | GOI | CAS | CTB | SPO | INT | Pts |

| Cor      | Resultado            |
| -------- | -------------------- |
| Ouro     | Vencedor             |
| Prata    | 2º lugar             |
| Bronze   | 3º lugar             |
| Verde    | Terminou, nos pontos |
| Azul     | Terminou, sem pontos |
| Púrpura  | Retirou-se (Ret)     |
| Vermelho | Não qualificado (NQ) |
| Preto    | Desqualificado (DSQ) |
| Branco   | Não largou (NL)      |
| Sem cor  | Não participou (NP)  |
| Sem cor  | Lesionado (Les)      |
| Sem cor  | Excluído (EX)        |